# Сунженский
Су́нженский — хутор в Степновском районе (муниципальном округе) Ставропольского края России.

## География
Расстояние до краевого центра: 244 км.
Расстояние до районного центра: 20 км.
Ближайшие сёла и хутора: на северо-западе — Юго-Восточный и Восточный, на северо-востоке — Зункарь, на юго-западе — Богдановка, на юго-востоке — Коммаяк.

## История
Постановлением Губернатора Ставропольского края от 20 апреля 2020 года № 159 хутору Сунженский присвоено почётное звание «Рубеж воинской доблести».
До 16 марта 2020 года входил в упразднённый Богдановский сельсовет.

## Население
| 1989 | 2002 | 2010 | 2014 |
| ---- | ---- | ---- | ---- |
| 201  | ↗312 | ↘282 | ↗300 |

По данным переписи 2002 года, в национальной структуре населения аварцы составляли 51 %, даргинцы — 29 %.

## Инфраструктура
В 2024 году открыт ФАП.
Газификацирован в декабре 2012 года.